# Người đẹp ngủ trong rừng (ballet)
Người đẹp ngủ trong rừng hay Người đẹp say ngủ (tiếng Nga: Спящая красавица, chuyển tự: Spyashchaya krasavitsa listenⓘ) là vở ballet nổi tiếng của nhà soạn nhạc người Nga Pyotr Ilyich Tchaikovsky. Bản nhạc được hoàn thành vào năm 1889, và là vở thứ hai trong số ba vở ballet của ông. Kịch bản ban đầu được Ivan Vsevolozhsky hình thành và dựa trên La Belle au bois dormant của Charles Perrault's. Biên đạo sản xuất ban đầu là Marius Petipa.
Buổi biểu diễn đầu tiên diễn ra tại Nhà hát Mariinsky ở St. Petersburg vào ngày 15 tháng 1 năm 1890. Tác phẩm đã trở thành một trong những vở ballet cổ điển nổi tiếng nhất.

## Lịch sử
Tchaikovsky đã được Giám đốc của Nhà hát Imperial ở St. Petersburg là Ivan Vsevolozhsky tiếp cận vào ngày 25 tháng 5 năm 1888 để bàn về khả năng chuyển thể vở ba lê lấy về chủ đề câu chuyện Undine. Sau đó, họ quyết định La Belle au bois của Charles Perrault là câu chuyện mà Tchaikovsky sẽ chuyển thể thành vở ba lê. Tchaikovsky đã không ngần ngại chấp nhận, mặc dù ông biết rằng vở ba lê duy nhất trước đây của ông là Hồ thiên nga đã được đón nhận một cách lạnh lùng trong giai đoạn đó của sự nghiệp.
Tchaikovsky đã tạo ra tác phẩm dựa trên phiên bản 'Dornröschen' của Anh em Grimm lấy cảm hứng từ Perrault. Trong phiên bản đó, cha mẹ của Công chúa sống sót sau giấc ngủ 100 năm để tổ chức lễ cưới của Công chúa với Hoàng tử. Tuy nhiên, Vsevolozhsky đã kết hợp các nhân vật khác của Perrault từ những câu chuyện của ông vào vở ba lê, chẳng hạn như Puss in Boots, Little Red Riding Hood, Cinderella,  Bluebird , Bluebeard,  Ricky of the Tuft và Tom Thumb. Các nhân vật khác trong truyện cổ tích của Pháp được giới thiệu là Người đẹp và quái vật, Pretty Goldilocks và The White Cat. Bất chấp điều đó, Tchaikovsky hào hứng khi thông báo với Giám đốc Nhà hát Hoàng gia rằng ông rất vui khi nghiên cứu tác phẩm và có đầy đủ cảm hứng để thực hiện nó một cách công bằng.
Biên đạo múa là Marius Petipa, bậc thầy ba lê của Imperial Ballet, ông đã viết một danh sách hướng dẫn rất chi tiết về các yêu cầu trong phần âm nhạc. Tchaikovsky nhanh chóng làm quen với công việc mới tại Frolovskoye; ông bắt đầu với các bản phác thảo vào mùa đông năm 1888 và dàn dựng tác phẩm vào ngày 30 tháng 5 năm 1889.
Không thể phủ nhận trọng tâm của vở ba lê là vào hai lực lượng xung đột chính của cái thiện (Nàng tiên tử đinh hương) và cái ác (Carabosse); mỗi người có một nét chủ đạo đại diện riêng biệt chạy xuyên suốt toàn bộ vở ba lê, đóng vai trò như một sợi dây quan trọng cho cốt truyện cơ bản. Tuy nhiên, màn III của tác phẩm hoàn toàn tách rời hai mô-típ và thay vào đó, tập trung vào các nhân vật riêng lẻ của các điệu múa hoàng gia khác nhau.
Buổi ra mắt vở ba lê nhận được nhiều lời tán thưởng từ báo chí hơn là Hồ thiên nga nhưng Tchaikovsky chưa bao giờ chứng kiến tác phẩm của ông thành công ngay lập tức tại các rạp bên ngoài nước Nga. Ông mất năm 1893. Đến năm 1903, Người đẹp ngủ trong rừng là vở ba lê nổi tiếng thứ hai thuộc Imperial Ballet (Petipa/Pugni The Pharaoh's Daughter là vở đầu tiên), được thực hiện 200 lần chỉ trong 10 năm.

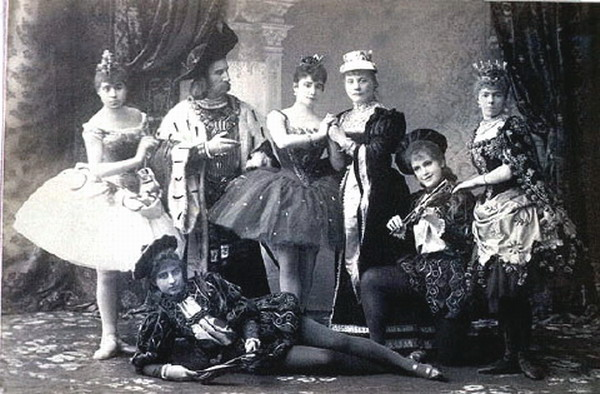
Dàn diễn viên ban đầu dự bị cho Act I. Ở giữa ảnh là Carlotta Brianza trong vai Aurora. Nhà hát Mariinsky, St.Petersburg, 1890

Việc dàn dựng tại La Scala ở Milan không gây được nhiều sự quan tâm và mãi đến năm 1921, ở London, vở ba lê mới được hoan nghênh rộng rãi và cuối cùng là chiếm một vị trí thường xuyên trong các tiết mục cổ điển. Năm 1999, Mariinsky Ballet đã dựng lại bản sản xuất ban đầu năm 1890, bao gồm các bản sao của bộ và trang phục gốc. Mặc dù bản Kirov sản xuất năm 1951 của Konstantin Sergeyev đã có trên DVD Video, nhưng phiên bản "đích thực" năm 1999 chưa bao giờ được phát hành thương mại.
Người đẹp ngủ trong rừng là vở ballet dài nhất của Tchaikovsky, kéo dài gần 4 giờ đồng hồ (tính cả các đoạn). Phiên bản hoàn chỉnh thực tế tới trong 3 giờ nhưng gần như luôn luôn bị cắt giảm.
Tại buổi ra mắt, Sa hoàng Alexander III đã triệu Tchaikovsky đến cung điện. Sa hoàng đưa ra nhận xét đơn giản là 'Rất tốt', điều này dường như đã khiến Tchaikovsky phát cáu khi ông mong đợi một phản ứng nhiệt tình hơn. Dù sao đi nữa thì Sa hoàng ngay lập tức đã trả cho Tchaikovsky một khoản tiền thưởng đáng kể.

## Âm thanh
| Vở ballet Người đẹp ngủ, màn người đẹp bị lạc trong rừng |  |
|                                                          |  |
|                                                          |  |

### Đoạn trích
- The Sleeping Beauty - Choreography by Rudolf Nureyev
- The Ballet Soloist (aka Russian Ballerina) – 1Bộ phim ca nhạc Liên Xô 947 với những cảnh trong Hồ thiên nga và Người đẹp ngủ trong rừng của Tchaikovsky. Có phụ đề bằng Esperanto.
- Solo of Prince Désiré from Pas de deux (Act 3) Rudolf Nureyev nhảy (từYouTube)

Sleeping Beauty, Kirov Ballet, 1965 Corinth Films